# Aromatische halogenering
In de organische chemie, is een elektrofiele aromatische halogenering een van de types elektrofiele aromatische substitutie-reacties. Tijdens de reactie wordt een waterstofatoom aan de aromatische ring vervangen door een van de halogenen chloor, broom of jood. De reactie is kenmerkend voor aromatische verbindingen en een veelgebruikte methode voor de introductie van substituenten in aromatische systemen. Fluor komt in deze rij niet voor en neemt een aparte positie in: het wordt via andere methoden (zie bijvoorbeeld bij hexafluorbenzeen) aan de aromatische ring gekoppeld.
Sommige organische verbindingen, zoals fenolen en anilines, reageren direct met halogenen, maar de typische aromatische verbinding zal alleen onder invloed van een katalysator reageren. Als katalysator wordt een lewiszuur gebruikt. Voorbeelden van de gebruikte katalysatoren zijn AlCl3, FeCl3, FeBr3 en ZnCl2. Alle katalysatoren vormen sterk elektrofiele complexen die uiteindelijk met de π-elektronen van de aromatische verbinding reageren.

## Reactiemechanisme
Het reactiemechanisme voor de reactie met broom en chloor is identiek. De gebruikte katalysatoren, ijzer(III)bromide of ijzer(III)chloride worden onwerkzaam als ze met vocht in aanraking komen, zelfs waterdamp in de lucht (!). De katalysator wordt daarom in het reactievat gemaakt door chloor of broomdamp over ijzervijlsel te leiden.
Voor di-jood (I2) geldt een iets andere eerste stap.: men laat jodium reageren met een oxiderend reagens zoals salpeterzuur waarbij het jodoniumion gevormd wordt(I+). Het gevolg is ook dat di-jood niet in staat is het vrijkomende waterstofion te binden, tijdens de reactie is het zelf ook positief geladen. Naast een mengsel van I2 en salpeterzuur wordt soms ook gewerkt met I2/HIO3-mengsels of I2/kaliumjodaat in geconcentreerd zwavelzuur. Het elektrofiel is in dat laatste geval het I3+-ion, de base is dan het HSO4−-ion. In de laatste twee studies werden zowel de kinetiek als de reactiecondities beschreven voor het joderen van sterk gedeactiveerde verbindingen zoals benzoëzuur en 3-nitrobenzotrifluoride.
Het halogeneren van een aromatische verbinding verschilt aanzienlijk van het halogeneren van een alkeen. Bij alkenen is de aanwezigheid van een lewiszuur als katalysator zelden nodig. De vorming van het areniumion, met het tijdelijk verliezen van de aromatische resonantie, leidt tot een hogere activeringsenergie in vergelijking tot de vorming van het carbocation in de reactie van alkenen.

## Toepassingen
Als de ring sterk activerende substituenten draagt zoals een -OH, -OR of amine-groepen dan is een katalysator niet nodig. De bromering van p-cresol verloopt soepel:
Echter, als een katalysator wordt gebruikt in aanwezigheid van een overmaat dibroom, wordt tribroomcresol gevormd.
In polaire oplosmiddelen is de halogenering van fenol sneller dan in apolaire. Dit wordt veroorzaakt door de ionisatie van fenol tot het fenolaation waardoor de elektronendichtheid in de aromatische ring toeneemt.
Tolueen kan ook gechloreerd worden zonder katalysator, maar heeft dan ook een polair oplosmiddel zoals azijnzuur nodig. De totale opbrengst is 92%. Het onderscheid tussen de ortho- en de para-positie is klein, al moet bedacht worden dat de verhouding 44:56 tot stand komt op basis van 2 ortho- en slechts één para-positie.:
Er treedt geen reactie op als het oplosmiddel vervangen wordt door tetra. Daarentegen kan de reactie van 2-fenylethylamine uitgevoerd worden in relatief apolaire oplosmiddelen waarbij bovendien exclusief het ortho-product gevormd wordt. De vorming van een intermediair chlooramine is debet aan de regioselectiviteit doordat de productbepalende stap een intramoleculaire reactie is.
De ook in levensmiddelen als E127 toegestane kleurstof erythrosine kan gesynthetiseerd worden door jodering van een andere kleurstof: fluoresceïne. De reactie wordt gekatalyseerd door Natriumwaterstofcarbonaat:
Nitrering · Halogenering · Sulfonering · Friedel-Craftsalkylering · Friedel-Craftsacylering